# Larderello
Larderello è una frazione del comune italiano di Pomarance, nella provincia di Pisa, in Toscana.
Il borgo si trova sulle Colline Metallifere a 390 metri di altitudine, conta 900 abitanti ed è in parte proprietà di Enel. Larderello produce il 10% dell'energia geotermica mondiale, con un ammontare di circa 4800 GWh annui, dando energia a un milione di case in Italia. Il Guinness dei primati 1988 riportava:

## Geografia fisica
Si trova al centro della cosiddetta "Valle del diavolo", così chiamata a causa del suo paesaggio caratterizzato dalla presenza di soffioni boraciferi con le caratteristiche colonne di vapori bianchi (già noti all'epoca di Dante Alighieri e a lui ispiratrici dei paesaggi dell'Inferno).
Il paese prende nome da François Jacques de Larderel, industriale livornese di origine francese che intorno al 1827 perfezionò l'estrazione dell'acido borico dai fanghi dei cosiddetti "lagoni", già iniziata con metodi poco efficienti nel 1818. Fu il processo di disboscamento innescato dall'utilizzo crescente di legna a indurre de Larderel a sfruttare direttamente il vapore naturale allo scopo di far evaporare l'acqua per ricavarne l'acido borico.
Presso la località di Larderello è ubicata la stazione meteorologica di Pomarance Larderello.

## Storia
Dopo lo sviluppo conseguente alla fondazione dello stabilimento boracifero  Larderello divenne la prima centrale al mondo di sfruttamento dell'energia geotermica per la produzione di energia elettrica. Nel 1905, grazie al principe Piero Ginori-Conti, si è iniziato ad utilizzare l'energia dei soffioni per la generazione di energia elettrica.
Si sono poi scavati pozzi (dal 1931) in grado di alimentare una produzione sensibilmente maggiore e nel 1937 si sono costruite le prime torri di raffreddamento. Successivamente Enel ha costruito una centrale che, prelevando direttamente il vapore che fuoriesce dal suolo, lo convoglia all'interno di turbine collegate ad alternatori.
A oggi sono presenti nel territorio più di 30 centrali elettriche alimentate da vapore endogeno prelevato direttamente dal sottosuolo tramite pozzi del tutto simili a quelli petroliferi, per una potenza installata totale che si avvicina al gigawatt; l'impianto di produzione tuttora più potente è la centrale di Valle Secolo, costituita da due turbo gruppi da 60 MWe ciascuno.
A Larderello, a testimonianza di questa attività industriale legata al calore terrestre, si trova il Museo della geotermia, oggetto di frequenti visite scolastiche. A Larderello è inoltre possibile visitare il foro, un grande soffione che viene aperto dal personale a cadenze stabilite. Nella vallata adiacente di Sasso Pisano è invece possibile osservare le manifestazioni geotermiche naturali, quali le famose fumarole, i geyser, ed i piccoli vulcani.